# 阿夫勒拉湖
13°17′N 40°55′E / 13.283°N 40.917°E

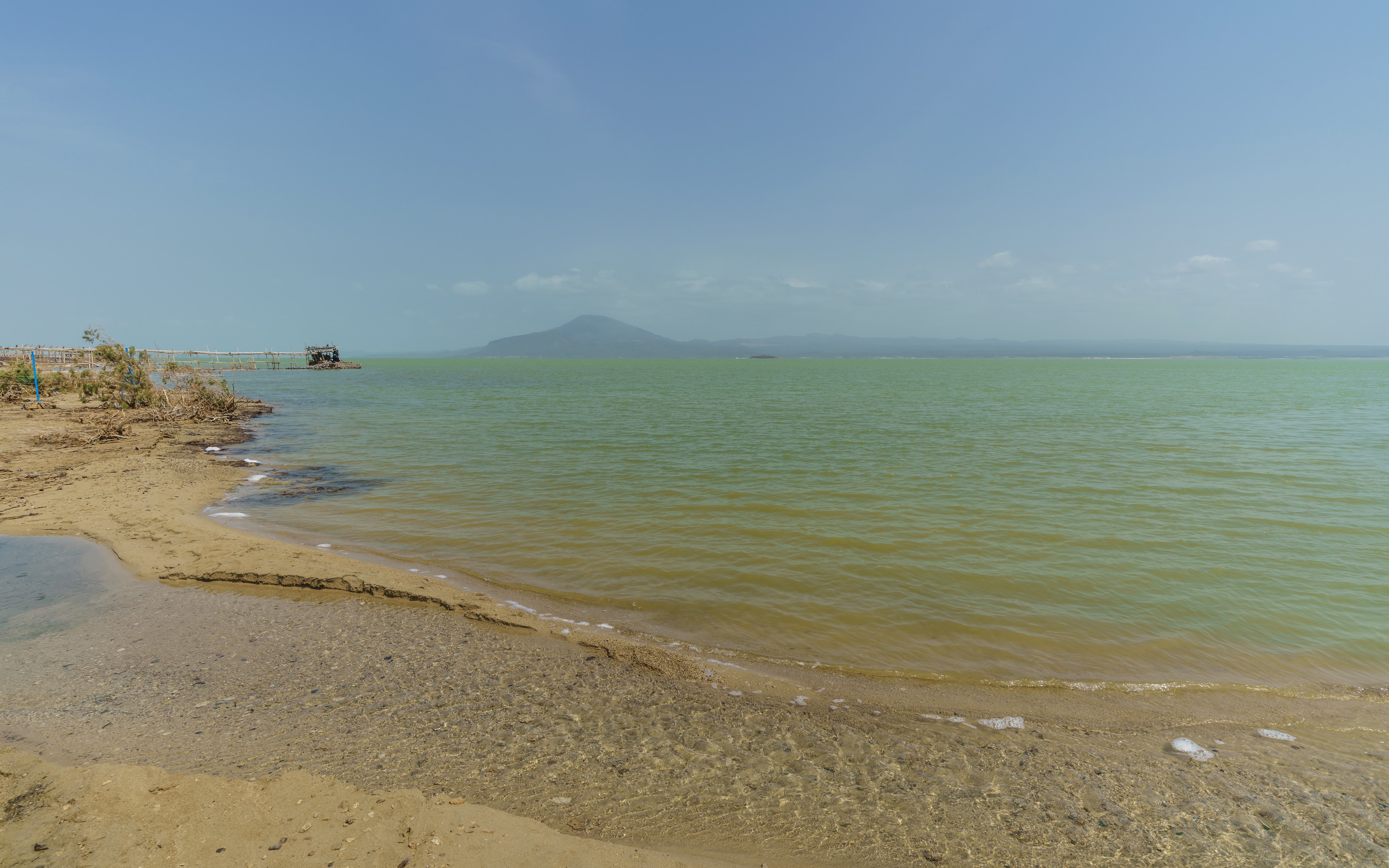

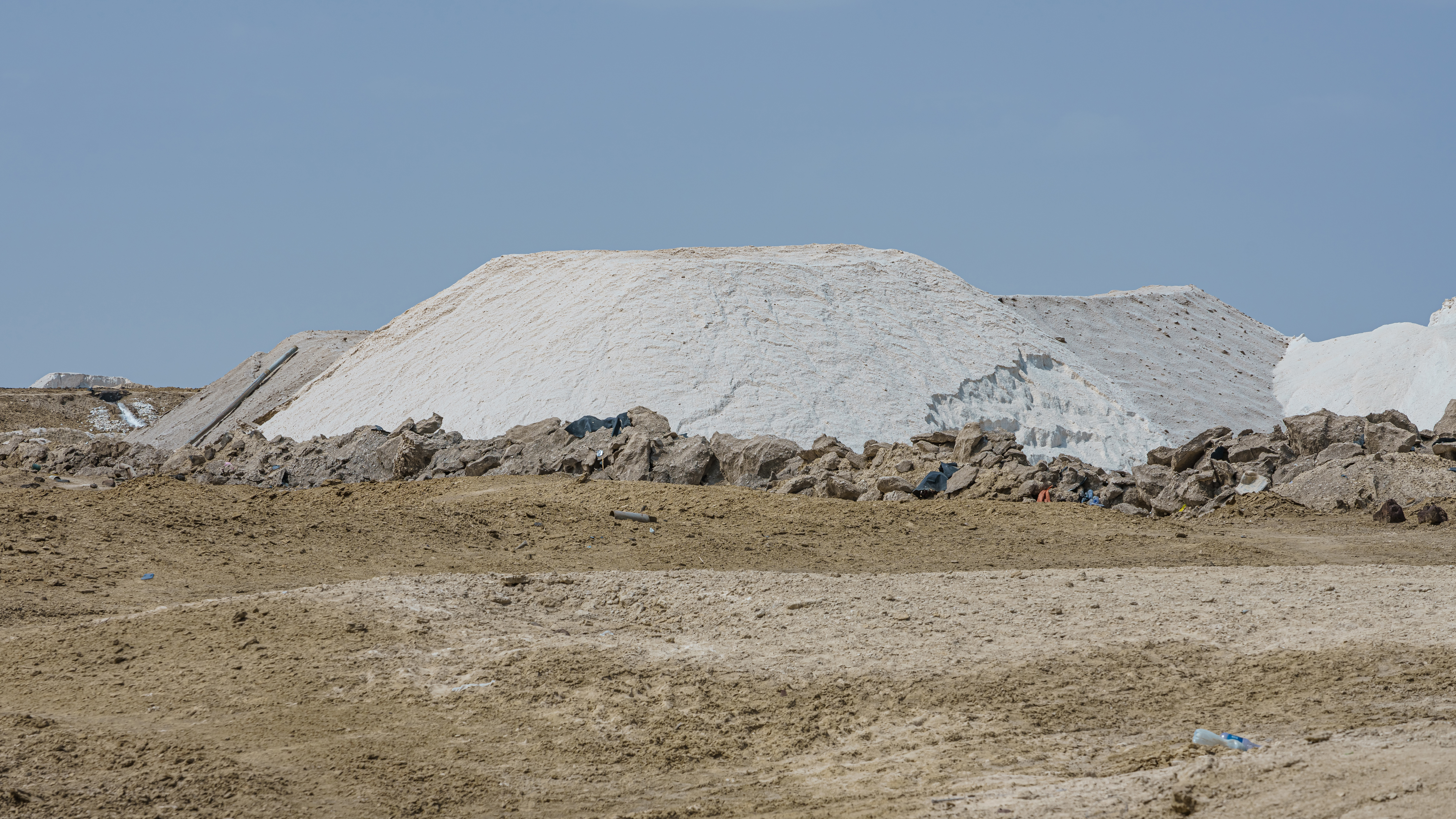

阿夫勒拉湖是埃塞俄比亞的高鹽湖泊，位於該國東北部阿法爾州，處於阿法爾三角，長30公里、寬7公里，面積100平方公里，海拔高度102米，最大水深160米。